# Анаболен стероид
Анаболните стероиди, или анаболно андрогенните стероиди, са производни на тестостерона. Екзогенни се наричат синтетични такива производни, а ендогенните са с естествен произход.
Обикновено намират приложение в медицината, но не е рядкост злоупотребяването с тях, тъй като водят до увеличаване на мускулната маса. Това крие огромни рискове за здравето като увреждане на черния дроб и бъбреците, спиране на растежа при подрастващите, в някои случаи се стига до инфаркт и инсулт.